# Лепидозавроморфы
Лепидозавроморфы (лат. Lepidosauromorpha, в ФилоКоде — Pan-Lepidosauria), — инфракласс пресмыкающихся подкласса диапсид. Включает в себя один современный надотряд — лепидозавров (современные ящерицы, змеи и гаттерии). Вымершие лепидозавроморфы, возможно, включают плезиозавров.
Лепидозавроморфы отличаются от архозавров своей примитивной ползающей походкой, синусоидальным движением туловища и хвоста, напоминающим движение рыб, подвижным «суставом» между коракоидным отростком и грудиной, а также плевродонтным креплением зубов (крепление к внутренней стороне челюсти). Ползающая походка лепидозавроморф энергетически более экономна, чем парасагиттальная походка архозавров, что играет важную роль для холоднокровных животных.

## Классификация
В инфракласс включают следующие таксоны:
- † Семейство Kuehneosauridae — Кюнеозавриды[5]
- † Семейство Paliguanidae — Палигуаниды[5]
- † ? Надотряд Sauropterygia — Завроптеригии, или зауроптеригии
- Надотряд Lepidosauria — Лепидозавры
  - Отряд Rhynchocephalia — Клювоголовые, или хоботноголовые, или ящерогады
  - Отряд Squamata — Чешуйчатые

Черепахи традиционно рассматривались как анапсиды, но теперь в связи с полифилией эта группа упразднена. Все генетические исследования подтвердили гипотезу о том, что черепахи — это диапсиды с редуцированными височными окнами; некоторые авторы поместили черепах в группу лепидозавроморф, хотя более поздние исследования подтвердили родство черепах с архозаврами, с которыми их объединили внутри группы Archelosauria.